# Deutsche Gesellschaft für Geschichte und Theorie der Biologie

Logo

Die Deutsche Gesellschaft für Geschichte und Theorie der Biologie e. V. (DGGTB) ist eine deutsche wissenschaftshistorische und -theoretische Fachgesellschaft mit Sitz in Bonn. Sie wurde am 29. Juni 1991 in Jena gegründet und widmet sich der Erforschung und Vermittlung der Geschichte und Theorie der Biologie. Mithilfe von jährlichen Tagungen, Veranstaltungen und Publikationen möchte sie den wissenschaftlichen Austausch zwischen den Mitgliedern, Institutionen mit ähnlichen Themenschwerpunkten und jungen interessierten Wissenschaftlern im In- und Ausland ermöglichen und so das gesellschaftliche Bewusstsein für die wissenschaftshistorischen Grundlagen unseres heutigen Verständnisses von Biologie schärfen.

## Geschichte
Hatten sich nach dem Zweiten Weltkrieg zunächst noch deutsche Biologiehistoriker auf den Jahrestagungen der 1948 in Westdeutschland wieder begründeten Deutschen Gesellschaft für Geschichte der Medizin, Naturwissenschaften und Technik (DGGMNT) begegnen können, so endete die Möglichkeit zur Teilnahme ostdeutscher Kollegen an diesen Versammlungen 1961 mit dem Bau der Berliner Mauer gänzlich. Die Wissenschaftshistoriker in den zwei deutschen Staaten gingen getrennte Wege, die Biologen der DDR waren in der Sektion Theorie und Geschichte der Biologie der Biologischen Gesellschaft der DDR organisiert.
Im Westen wurde Mitte der 1970er Jahre auf Vorschlag von Armin Geus (Marburg) und unter seiner weiteren organisatorischen Betreuung aus dem „Kolloquium zu speziellen Fragen der Biologiegeschichte“ in Heidelberg – ursprünglich eine Lehrveranstaltung der Abteilung für Geschichte der Biologie Hans Querners (1921–2012) – der Arbeitskreis Biologie-Geschichte gebildet. Damit waren überregionale Zusammenkünfte entstanden, an denen meist etwa 20 Interessierte teilnahmen. Zunächst traf man sich in Heidelberg, dann auch mehrmals in Marburg und in Mainz, wohin Gunter Mann (1924–1992) einlud. Einmal war Göttingen, ein anderes Mal Bochum Tagungsort. Durch den Medizinhistoriker Mann erfuhr die Biologiegeschichte ab 1970 eine starke Förderung und erhielt viele Anregungen. Ein wesentlicher Schritt auf dem Weg zur Begründung des Faches Biologiegeschichte war eine Arbeitstagung Geschichte der Biologie in der Herzog-August-Bibliothek in Wolfenbüttel im Oktober 1980.
War damit in Westdeutschland die Möglichkeit zu fachbezogenen Treffen der Biologiehistoriker und der an diesem Gebiet Interessierten ab etwa 1975 gegeben, so hatte ein Versuch in der DDR zunächst zu keinem positiven Ergebnis geführt. Ein Antrag zur Bildung einer speziellen Arbeitsgruppe für Biologiegeschichte im Rahmen der Biologischen Gesellschaft in der DDR Ende der 1960er Jahre war wegen zu geringen Interesses der Biologen abgelehnt worden, wie auch die Initiative zur Gründung eines „Museums für Biologiegeschichte“ nicht realisiert wurde. Erst 1985 griff der Präsident der Biologischen Gesellschaft, Lothar Kämpfe (Greifswald), einen Vorschlag zur Bildung einer Arbeitsgruppe für „Theorie und Geschichte“ im Rahmen dieser Gesellschaft auf, der vom Präsidium vor allem im Hinblick darauf unterstützt wurde, neben den Fachsektionen auch ein Forum für die Diskussion fachübergreifender theoretischer Arbeiten zu gewinnen. Wegen der großen Anzahl von Interessenten wurde daraus bereits Anfang 1986 eine eigene Sektion mit bald mehr als 100 Mitgliedern, die dann jährlich zwei Tagungen – abwechselnd mit historischen und theoretischen Themen – veranstaltete. Schon im Januar 1987 beteiligte sie sich auf der 13. Generalversammlung mit biologiehistorischen Beiträgen. Bei dieser Versammlung wurde erstmals eine Caspar-Friedrich-Wolff-Medaille verliehen. Den Festvortrag wollte Georg Uschmann (1913–1986) halten, er hatte sich mit den Arbeiten des bedeutenden Embryologen seit langem beschäftigt, doch sein Tod am 23. September 1986 vereitelte dieses Vorhaben. Ilse Jahn (1922–2010) übernahm die Aufgabe und weiterhin die Vertretung der Biologiegeschichte im Präsidium der „Biologischen Gesellschaft“. Da sie ab 1982 in den Westen reisen konnte und an mehreren dortigen Veranstaltungen teilnahm, war eine – zunächst lose – Verbindung zwischen deren Arbeitsgruppe und dem westdeutschen Arbeitskreis gegeben, die schließlich zur Gründung der gesamtdeutschen Gesellschaft (DGGTB) im Jahr 1991 führte. Die Gründungsversammlung in Jena fand ein europaweites Echo: Sie war von 60 Personen besucht und konnte 145 Gründungsmitglieder aufweisen, u. a. aus den Niederlanden, Frankreich, Liechtenstein, Österreich, der Schweiz, der Tschechoslowakei und den USA.
Zu den Aktivitäten der DGGTB gehören:
- (seit 2022) die Verleihung des "Ilse-Jahn-Ehrenpreises der DGGTB" für besonderes Engagement für die DGGTB
- (seit 2009) die jährliche Verleihung der Caspar-Friedrich-Wolff-Medaille[4]
- (seit 1994) die Herausgeberschaft der Annals of the History and Philosophy of Biology (zuvor Jahrbuch für Geschichte und Theorie der Biologie)[5]
- (seit 1993) die Veröffentlichung der Verhandlungen zur Geschichte und Theorie der Biologie[6]
- (seit 1991) die Unterstützung des Biohistorikums (Forschungsarchiv für die Geschichte der Biologie) in Bonn[7]